# Авейль (аэропорт)
Авейль (Aweil Airport) — аэропорт в городе Авейль, Южный Судан.

## Месторасположение
Авейль (ИАТА: n/a, ИКАО: HSAW) располагается в одноименном городе Авейль рядом с границей с Республикой Судан и с районом Абьей. Ранее аэропорт находился в центре города, но в 2011 году был перенесен на северо-запад Авейля.
Новый комплекс находится в 5,5 км от города и в приблоизительно 640 км по воздуху до Международного аэропорта Джубы, столицы Южного Судана. Аэропорт Авейль расположен на высоте 425 м над уровнем моря.

## Взлётно-посадочные полосы
Имеет одну взлётно-посадочную полосу длиной приблизительно 2 км.

## Рейсы
Авейль является небольшим гражданским аэропортом. До банкротства компании в 2012 году из него летали регулярные рейсы Southern Star Airlines в Джубу.